# پرچم مانچوکوئو
پرچم امپراتوری مانچوکوئو دارای زمینه ای زرد خردلی با چهار نوار افقی به رنگ های مختلف در قسمت بالا-چپ پرچم بود. پنج رنگ پرچم نمایانگر ۵ قومیت تحت یک حاکمیت واحد بود. این پرچم توسط امپراتوری چین و دولت بئی یانگ استفاده می شد. این پرچم مشابه پرچمی بود که توسط حلقه فنگتیان استفاده می شد. پرچم مانچوکوئو برای نخستین بار در اعلان ملی پرچم در اول ماه مارس ۱۹۳۲ رسمی گردید.